# 圣维尔巴
圣维尔巴（法語：Saint-Vulbas，法語發音：[sɛ̃ vylba]）是法国东部安省的一个市镇，属于贝莱区。

## 地理
圣维尔巴（45°50'2"N, 5°17'27"E）面积21.44 平方千米，位于法国奥弗涅-罗讷-阿尔卑斯大区安省，该省份为法国东部省份，北起汝拉省，西北接索恩-卢瓦尔省，西接罗讷省和里昂大都会，南至伊泽尔省，东与萨瓦省、上萨瓦省和瑞士接壤。
与圣维尔巴接壤的市镇（或旧市镇、城区）包括：布利、拉尼约、洛耶特、圣让德尼奥斯特、圣朱莉、拉巴尔姆莱格罗特、昂比河畔耶尔、韦尔纳、安河畔沙泽。

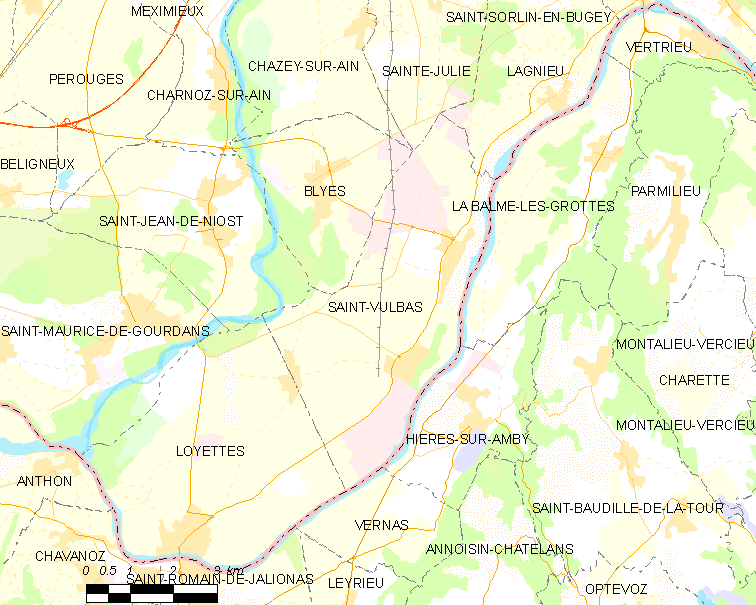
圣维尔巴的OSM定位图

圣维尔巴的时区为UTC+01:00、UTC+02:00（夏令时）。

## 行政
圣维尔巴的邮政编码为01150，INSEE市镇编码为01390。

## 政治
圣维尔巴所属的省级选区为拉尼约县。

## 人口

1962-2008年间圣维尔巴人口变化图示

圣维尔巴于2022年1月1日时的人口数量为1229人。